# Pontus Sjöbeck

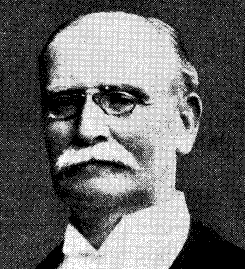
Pontus Sjöbeck

Johan Pontus Sjöbeck, född 20 november 1850 i Kristianstad, död 9 januari 1929, var en svensk bibliotekarie.
Sjöbeck blev student vid Lunds universitet 1870 och filosofie kandidat 1875. Han blev extra ordinarie amanuens vid Lunds universitetsbibliotek 1880, andre amanuens 1896, förste amanuens 1898 och var förste bibliotekarie 1910–17. Han var medredaktör av "Skånes kalender" 1876–78, redaktionssekreterare i "Lunds Weckoblad" 1876–97 och i "Lunds Dagblad" 1897–1901. Han var redaktör för Lunds universitets katalog 1888–98 samt 1918–19. Han utgav bibliografiska arbeten och översättningar.